# Smilax petelotii
Smilax petelotii är en enhjärtbladig växtart som beskrevs av Tetsuo Michael Koyama. Smilax petelotii ingår i släktet Smilax och familjen Smilacaceae. Inga underarter finns listade.